# Pickle & Peanut
Pickle & Peanut (en Hispanoamérica como Pickle y Maní y en España como Pepinillo y Cacahuete) es una serie animada de televisión de animación que se estrenó en Disney XD el 2 de septiembre de 2015. La serie fue creada por Noah Z. Jones, y desarrollado por Joel Trussell.
El 23 de julio de 2016, durante la San Diego Comic-Con 2016, Disney anunció que la serie animada había sido renovada para una segunda temporada. que comenzó un año después, el 23 de octubre de 2017. La segunda temporada terminó de transmitirse con un conjunto de cuatro episodios el 20 de enero de 2018; Trussell confirmó a través de Twitter que los episodios serían los últimos de la serie. La serie fue muy popular en Japón.

## Sinopsis
Se trata de dos amigos antropomórficos cuyas desventuras forman el contenido del espectáculo. Decididos a divertirse todo lo que puedan antes de asumir las responsabilidades de la adultez, los estrafalarios amigos inventan planes para intentar hacer extraordinarias sus vidas en su ligeramente bizarro suburbio. 
Está dirigido a mayores de 12 años. 
El programa se destaca por utilizar una combinación de elementos de acción en vivo y animación, similar a su antecesora, Pecezuelos.

## Personajes

### Principales
- Pickle (Pepinillo en España): es un pepinillo sencillo, amistoso y a veces medio tonto [pero muy lindo]. Como su amigo Peanut (Cacahuete en España y Maní en Latinoamérica), él a menudo causa destrozos. Tiene la capacidad de perder los estribos e involuntariamente complicar los planes. Tiene un perico mascota al que apodó "Peque Pickle" debido a su semejanza con él.
- Peanut (Maní en Latinoamérica y Cacahuete en España): es el mejor amigo de Pickle (Pepinillo en España), es un cacahuete que quiere ser popular con una exagerada confianza, optimismo y energía. Como su amigo Pickle, a menudo causa destrozos juntos. Nunca se quita su banda de ejercicio que tiene en la cabeza, además cubre la única parte de su cuerpo no bronceada.

### Recurrentes
- Señor Mjärt: Un hombre de negocios que es el gerente de su tienda Mjärt Mart proveniente de lo que él llama la madre patria (posiblemente Alemania). Es algo torpe, ingenuo, despreocupado y aprecia mucho a Pickle y Peanut, pues son sus únicos trabajadores en el mercado.
- Lazer: Es un adolescente aguafiesta, este aborrece a Pickle y Peanut. Es muy popular entre la gente de su vecindario y a menudo le gusta llamar la atención haciendo fiestas y locuras que le gusten a todos. A menudo s

e lleva bien con Pickle y Peanut.
- Caballo Campeón: Un caballo heroico y muy musculoso. Es admirado por todos especialmente por Pickle y Peanut.
- McSweats (McSudor en Latinoamérica): Un de los amigos de Pickle y Peanut. Es algo engreído y presumido ya que siempre consigue cosas que son muy caras, por esa razón menciona que tiene mucho dinero.

## Reparto
| Personaje                                                                     | Actor de voz (EE. UU.) | Actor de doblaje (Latinoamérica)              | Actor de doblaje (España) |
| ----------------------------------------------------------------------------- | ---------------------- | --------------------------------------------- | ------------------------- |
| Pickle (Pepinillo en España)                                                  | Jon Heder              | Santiago Maurig                               | Guillermo Romero          |
| Peanut (Maní en Latinoamérica y Cacahuete en España)                          | Johnny Pemberton       | Sebastián Castro Saavedra                     | Álex Saudinós             |
| Mr. Mjärt                                                                     | Matt Chapman           | Pablo Gandolfo                                | Abraham Aguilar           |
| Lazer                                                                         | H. Michael Croner      | Leto Dugatkin                                 | Juan Antonio García Sanz  |
| Champion Horse (Caballo Campeón en Latinoamérica y Caballo Ganador en España) | Noah Z. Jones          | Martín Gopar                                  | Victor Martinez           |
| McSudor                                                                       | Dana Snyder            | Carlos Romero Franco                          | TBA                       |
| Créditos técnicos                                                             |                        |                                               |                           |
| Estudio de doblaje                                                            | Estudio de doblaje     | SDI MEDIA IBERIA, Madrid, Barcelona, Santiago |                           |
| Director de Doblaje                                                           | Director de Doblaje    | Mayte Torres                                  |                           |
| Traductor                                                                     | Traductor              | Álvaro Méndez                                 |                           |
| Doblaje al español producido por Disney Character Voices International Inc.   |                        |                                               |                           |

## Emisión
La serie se estrenó en Disney Channel en Canadá el 12 de septiembre de 2015 y se trasladó a Disney XD el 1 de diciembre de 2015. En Latinoamérica se preestrenó el 1 de febrero de 2016, y fue estrenado oficialmente el 22 de febrero de 2016 en Disney XD Latinoamérica.